# Бёрн, Артур
А́ртур Дже́ймс Бёрн (англ. Arthur James Burn, 1 июня 1879, Калгари, Канада, Великобритания — 28 декабря 1911, Виктория, Канада, Великобритания) — канадский легкоатлет, выступавший в беге на длинные дистанции и марафоне. Участник летних Олимпийских игр 1908 года.

## Биография
Артур Бёрн родился 1 июня 1879 года в канадском городе Калгари.
Выступал в легкоатлетических соревнованиях за клуб «Сейнт-Мэри» из Калгари.
В 1905—1907 годах трижды стал чемпионом Западной Канады в беге на длинные дистанции.
В 1908 году, не будучи включённым в состав делегации Канады на летние Олимпийские игры в Лондоне, отправился туда на средства клуба. Был заявлен в беге на 5 миль, но не стартовал. В марафонском беге занял 24-е место среди 55 участников, показав результат 3 часа 50 минут 17,0 секунды и уступив 54 минуты 58,6 секунды победителю Джону Хейзу из США. По мнению Бёрна, негативное влияние на его результат оказало то, что по дороге он выпил бокал вина, который ему дали, из-за чего почувствовал себя плохо.
В 1909 году выиграл Сиэтлский марафон.
Бёрн получал много предложений перейти в профессионалы, но отклонял их, поскольку рассчитывал выступить на летних Олимпийских играх 1910 года, которые планировали провести в Афинах. Когда их отменили, продолжил подготовку к летним Олимпийским играм 1912 года.
В августе 1911 года тяжело заболел туберкулёзом.
Умер 28 декабря 1911 года в канадском городе Виктория.